# Фрозен-Стрейт
Фрозен-Стрейт (англ. Frozen Strait) — пролив к северу от Гудзонова залива в регионе Киваллик канадской территории Нунавут, между полуостровом Мелвилл и островом Саутгемптон. Пролив соединяет заливы Репалс на западе и Фокс на востоке. Длина пролива составляет 80 километров, ширина от 19 до 32 километров.
Есть мнение, что во время весенней миграции полярных китов на север, они движутся не только по Рос-Уэлком-Саунд, но и через Фрозен-Стрейт.

## История
В 1615 году в восточной части пролива застрял во льдах «Дискавери», корабль Роберта Байлота, во время его экспедиции по поиску Северо-Западного пути в Индию по заданию Московской компании. В августе 1742 года другой английский исследователь, Кристофер Мидлтон, подошёл к проливу с западной стороны. Он плыл на север через Рос-Уэлком-Саунд к Репалс-Бей, увидев, что проход скован льдом, он дал имена проливу — Фрозен-Стрейт (рус. Замёрзший пролив) и заливу — Репалс (англ. Repulse Bay, рус. Отпор).
В 1821 году исследователь Арктики Уильям Эдвард Парри без проблем проплыл по проливу Фрозен-Стрейт от одного конца до другого.